# 애슐리 힉스
애슐리 루이 데이비드 힉스(영어: Ashley Louis David Hicks, 1963년 7월 18일 ~ )는 영국의 인테리어 디자이너, 작가, 사진가, 예술가이다. 그는 레이디 파멜라 힉스와 데이비드 나이팅게일 힉스의 유일한 아들이다. 힉스는 유럽, 미국, 영국에서 인테리어를 디자인했다. 그는 또한 리 요파와 가구 라인을 위한 직물 라인을 가지고 있다.
힉스는 버마의 제1대 마운트배튼오브버마 백작 루이 마운트배튼의 외손자이다. 그는 또한 그의 사촌이었던 에든버러 공작 필립의 장남이기도 하다.